# (RED) Christmas EP
(RED) Christmas es un extended play de la banda de rock estadounidense The Killers que contiene los sencillos navideños grabados desde el 2006 hasta el 2011. Las ganancias de las ventas de «(RED) Christmas» fueron donados a la campaña Product Red, la cual es dirigida por Bobby Shriver y el cantante de U2, Bono.

## Historia
The Killers han sido reconocidos por su trabajo en la campaña Product Red, encabezada por Bobby Shriver y Bono. Cada año, desde el 2006, la banda ha lanzado una canción navideña en apoyo a la campaña. Cada sencillo ha sido lanzado alrededor del 1 de diciembre, coincidiendo con el Día Mundial de la Lucha contra el Sida. Hasta la fecha han lanzado seis canciones navideñas cuyos temas tienen vídeos musicales: «A Great Big Sled» (2006), «Don't Shoot Me Santa» (2007), «Joseph, Better You Than Me» (2008), «¡Happy Birthday Guadalupe!» (2009), «Boots» (2010) y «The Cowboys' Christmas Ball» (2011).
El 30 de noviembre de 2011 lanzaron «(RED) Christmas EP» en iTunes, el cual contiene seis canciones. Las ganancias de todas las canciones han sido donadas a Product Red y a la lucha contra el SIDA en África. The Killers también solicitaron ayuda de otros artistas para sus canciones como a Elton John, Neil Tennant (de Pet Shop Boys), Toni Halliday (de Curve), Wild Light y Mariachi El Bronx.

## Sencillos
El primer sencillo del álbum fue «The Cowboys' Christmas Ball», sencillo navideño de The Killers del año 2011.

## Lista de canciones
| N.º   | Título                                                                | Escritor(es)                                        | Duración |  |
| 1.    | «A Great Big Sled» (junto a Toni Halliday)                            | The Killers                                         | 4:18     |  |
| 2.    | «Don't Shoot Me Santa» (junto a Ryan Pardey como Santa Claus)         | The Killers                                         | 4:03     |  |
| 3.    | «Joseph, Better You Than Me» (junto a Elton John y Neil Tennant)      | Brandon Flowers, Elton John y Neil Tennant          | 4:51     |  |
| 4.    | «¡Happy Birthday Guadalupe!» (junto a Wild Light y Mariachi El Bronx) | The Killers, Wild Light y Mariachi El Bronx         | 4:51     |  |
| 5.    | «Boots»                                                               | The Killers                                         | 5:27     |  |
| 6.    | «The Cowboys' Christmas Ball»                                         | Michael Martin Murphey, William Lawrence Chittenden | 3:30     |  |
| 26:42 |                                                                       |                                                     |          |  |

## Posicionamientos en listas
El álbum debutó en el Billboard 200 estadounidense en el puesto 85. También debutó en el puesto 10 de Billboard Digital Albums y en el puesto 11 en la categoría Rock Albums.
| Lista                             | Mejor posición |
| --------------------------------- | -------------- |
| Australian ARIA Albums Chart      | 77             |
| UK Albums Chart                   | 104            |
| U.S. Billboard 200                | 85             |
| U.S. Billboard Digital Albums     | 10             |
| U.S. Billboard Rock Albums        | 11             |
| U.S. Billboard Alternative Albums | 9              |